# Uppsättningsmål

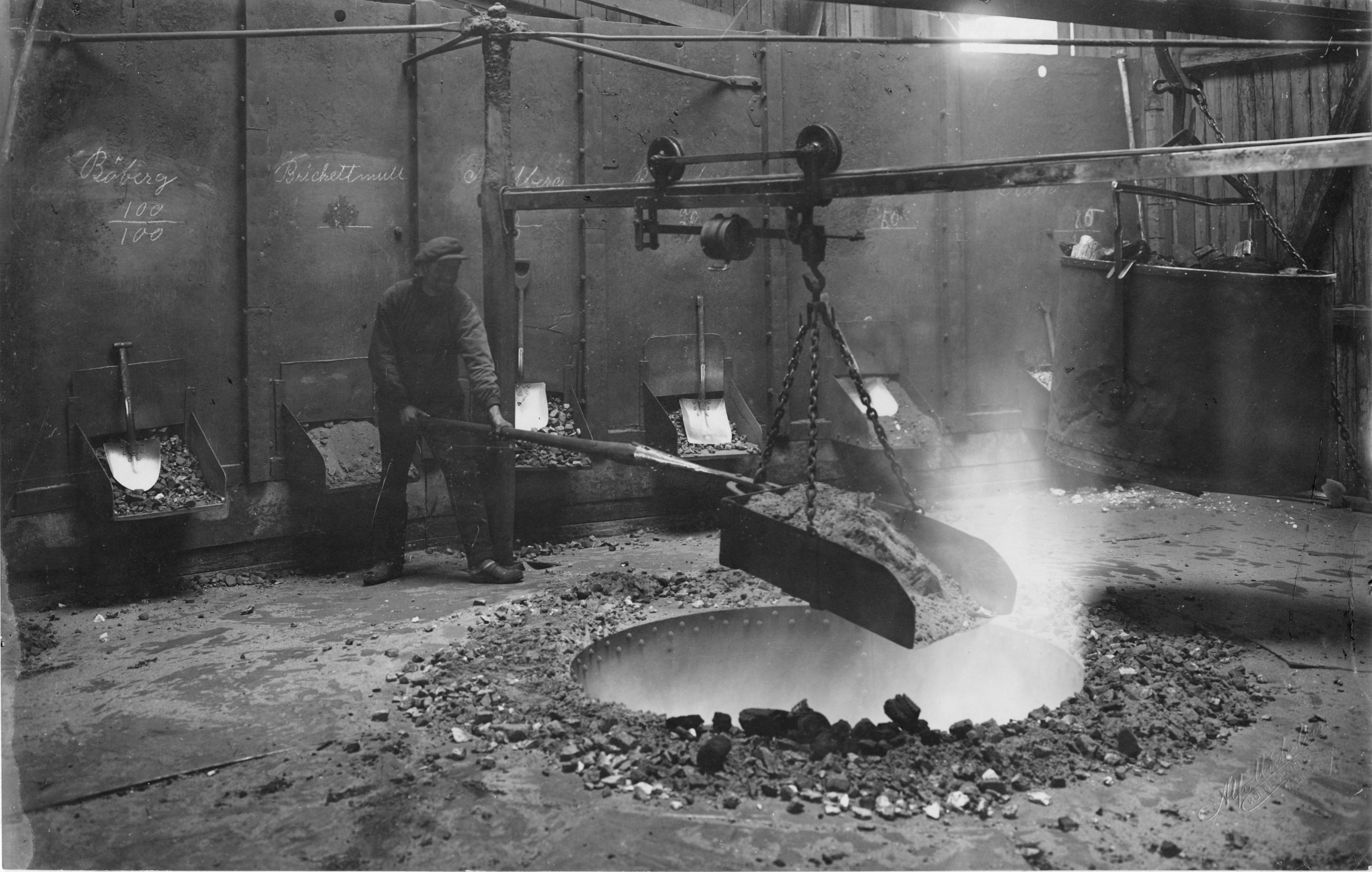
Uppsättaren står på hyttkransen i Dalkarlshyttan 1925. I bakgrunden syns båsen för rostad järnmalm från olika gruvor. En tunna med träkol hänger i linbanan till höger.

 Uppsättningsmål  är hålet i toppen av en masugn dit uppsättaren chargerar (fyller på) kol, järnmalm och kalksten i masugnspipan. Äldre uppsättningsmål var öppna och masugnsgasen strömmade alltså ut i det fria och gav upphov till den ständigt brinnande låga, som var så karakteristisk för äldre tiders masugnar. Golvet runt uppsättningsmålet kallas hyttkrans.
För att göra processen mer effektiv infördes under 1900-talet slutna uppsättningsmål. Masugnsgasen som tidigare gick ut i luften användes då för att förvärma syrerik luft för förbränningen i masugnen och luft till rostugnen via en varmapparat (värmeväxlare). Locket i uppsättningsmålet var utformat som en ficka så att man kunde ladda kol, malm och kalksten innan man lyfte på locket och godset rasade ner i masugnspipan. De olika typer av slutna uppsättningsmål som använts heter Tholanders uppsättningsmål efter Henrik Tholander, Charlevilles uppsättningsmål och dubbelslutande uppsättningsmål av Söderforstyp.
Ingående material (kol, malm och kalk) måste finnas tillgängligt. Kolet sändes ofta upp i vajerupphängda järnbehållare. Denna behållare kan vändas upp och ner, alternativt har öppningsbar botten för att få ner kolet i masugnspipan. Kolet matades i, mätt som volym. Malm skickades ofta upp längs en lutande bana i en lindragen liten vagn som kallas malmhund. Malm och kalk som förbrukades i betydligt mindre mängd fanns ofta i fickor vid uppsättningsmålet. Uppsättaren hämtar erforderlig mängd enligt instruktion från masmästaren och väger med en balansvåg av besmantyp, där vågskålen utgjorde transportkärlet som på vridbara armar förde materialet ned i masugnspipan.